# 伊万·休特菲尔德级巡防舰
伊瓦·胡伊特菲尔特级巡防舰（丹麦语：Iver Huitfeldt-klassen，英语：Iver Huitfeldt-class frigate），又譯为伊万·休特菲尔德级巡防舰，是从2004年起丹麥皇家海軍与奥登斯钢铁船厂以阿布萨隆级支援舰为基础研製的一種配置主動相位陣列雷達的防空巡防艦，為了節省成本，艦上部分武器與設備與尼爾斯·朱爾級護衛艦和飛魚級巡邏艦通用。
伊萬·休特菲爾德級的防空系統與德國薩克森級巡防艦和荷蘭七省級巡防艦相同，因此與德、荷兩國在海軍合作演訓與後續系統開發改良方面獲得好處，作戰系統則與阿布薩隆級支援艦同為C-Flex戰鬥系統。

## 歷史

### 緣起
冷戰結束後的丹麥皇家海軍仍長期保留著冷戰時代的戰備艦艇配置，即以護衛艦與飛彈快艇，配合空軍和岸基火力防禦，控制波羅的海西部出口，但是21世紀初的北約海軍的任務卻有了明顯轉變，因此，自2004年起丹麥皇家海軍與奧登斯鋼鐵造船廠便開始研究以甫服役的阿布薩隆級為基礎來設計一種防空艦艇，2006年，丹麥皇家海軍決定建造此防空艦艇，即為伊萬·休特菲爾德級巡防艦。
2014年9月，丹麥在英國威爾士舉行的北約峰會中表示，將對一艘伊萬·休特菲爾德級進行反彈道飛彈（BMD）升級。

### 服役歷史
2012年10月16日，伊萬·休特菲爾德號從科瑟海軍基地駛向亞丁灣，此次任務是2012年9月29日反海盜行動「海洋之盾」的一部分。伊萬·休特菲爾德號參加了行動直到2013年4月。
丹麥時間2015年9月17日下午3點，丹麥皇家海軍派出「伊萬·休特菲爾德號」參與中華人民共和國和丹麥在西蘭島北方海域的操演，操演主要項目有雙方艦艇的通訊、會合和編隊運動等，中國人民解放軍海軍派出濟南號驅逐艦、益陽號巡防艦和千島湖號補給艦。
2017年，彼得·威勒莫斯號加入了喬治·H·W·布希號航空母艦打擊群，參與打擊恐怖組織伊斯蘭國的行動。
2019年4月15日，尼爾斯·朱爾號與美國、法國在紅海進行聯合演練。
2019年，彼得·威勒莫斯號派往北極聯合司令部的戰備任務。
2024年1月，「伊萬·休特菲爾德號」啟程前往紅海参与美國主導的繁榮衛士行動。3月9日，在红海参与对抗也门胡塞武装的丹麦海军舰队遭到胡塞武装的无人机袭扰，结果「伊萬·休特菲爾德號」的防空系统出現软件故障，第一枚防空導彈發射後出現未知錯誤，影響了ESSM第二發射裝置，隨後船員們亦「無意中」觸發了艦艇指揮控制系統的另一錯誤，進一步影響了導彈發射，导致SM-2和ESSM导弹失效约30分钟。在失效期間，這艘護衛艦用於末端防空的76 毫米砲彈的故障率很高，發射的砲彈約有50%提前在艦艇附近提前爆炸或未擊中目標。「伊萬·休特菲爾德號」其後立即尋求附近一艘美國軍艦保護，最終被轉移至紅海北部一個威脅較低的區域。3 月 26 日，於月初成功擊落四架無人機後，丹麥國防部宣布，該軍艦在完成紅海任務後啟航回國。
2024年5月7日，丹麥政府發布調查報告：
- 沒有跡象表明該船的有源相控陣雷達存在缺陷；
- 國防部採購與後勤組織、海軍指揮部早知艦船雷達和火控系統之間的介面存在「軟體缺陷」，可能會導致系統被自行鎖定；
- 新船員缺乏經驗；
- 設備未經全面測試；
  - 2023 年 12 月，當該護衛艦接受英國艦隊作戰海上訓練課程時，船員至少兩次遇到艦艇指揮和控制系統與雷達和火控系統之間的數據鏈問題。

2025年6月5日，丹麦国防部长宣布放弃对丹麦皇家海军最先进且性能最强的舰艇 - 三艘“伊维尔·休特费尔特”级护卫舰的维修和升级工作，这一决定除了与海军经费、海军舰队建设规划等因素有关外，最主要的原因是「伊萬·休特菲爾德」级在红海冲突中的表现。

## 設計
整體設計衍生自阿布薩隆級支援艦沿用與阿布薩隆級相同的船型，因此兩者之間具備共通性，但與阿布薩隆級不同的是，伊萬·休特菲爾德級的主要任務為正規作戰，因此取消了彈性甲板等運輸設施的設置，另外，伊萬·休特菲爾德級亦是21世紀出歐洲具代表性的一型防空巡防艦。

### 武器系統
伊萬·休特菲爾德級的艦艏A砲位、艦橋前方B砲位及機庫上方各有一個武器模組，可依任務型態的不同選擇裝設的火炮系統，包含奧托梅萊拉76公厘艦炮等，艦體中部甲板空間裝置裝填標準二型區域防空飛彈的4具八單元Mk 41垂直發射系統與4具四聯裝魚叉Block II反艦飛彈發射器和2具裝填ESSM海麻雀短程防空飛彈的十二聯裝MK-56 Ｍod0/3垂直發射系統。
Mk 41可裝填標準二型，日後亦可裝填標準三型及六型飛彈，但是服役初期因經費因素並未裝填標準二型飛彈，艦上僅有ESSM飛彈。

### 偵搜射控系統
伊萬·休特菲爾德級裝有SMART-L 3D多波束長程對空/對海搜索雷達和APAR主動相位陣列雷達，SMART-L是與APAR搭配使用的搜索雷達，APAR可為標準二型區域防空飛彈提供照明；此外也配備了四具SAAB Ceros 200射控雷達配合ESSM飛彈和火炮的射擊。

## 外銷

### 英國
2018年5月下旬，BMT集團和巴布考克国际集团與泰勒斯集團合作向英國「通用巡防艦」（GPFF）計劃提出基於伊萬·休特菲爾德級巡防艦設計的“箭頭 140”（Arrowhead 140）設計；2019年9月12日英國首相鮑里斯·強森宣布由巴布克國際提出的「箭頭 140」（Arrowhead 140）設計在標案中勝出，（
該設計衍生自伊萬·休特菲爾德級，英國皇家海軍稱為31型巡防艦，首艦預定2023年下水，5號艦則於2028年前交付，單艦價格上限為2.5億英鎊。

### 印尼
2021年9月16日在倫敦舉行的國際防務安全裝備展（Defence and Security Equipment International，DSEI 2021）中，巴布克國際集團宣布將與印尼國營PT PAL船廠簽署合約，技術轉移由PT PAL船廠（位於Surabaya）建造2艘Arrowhead 140（英國31型巡防艦母型）巡防艦。

## 同型舰
| 弦号 | 舰名                                                          | 开工       | 下水       | 服役       |
| ---- | ------------------------------------------------------------- | ---------- | ---------- | ---------- |
| F361 | 伊萬·休特菲爾德號或譯為伊瓦·胡伊特菲尔特号（Iver Huitfeldt）  | 2008年6月  | 2010年3月  | 2011年1月  |
| F362 | 彼得·威勒莫斯号巡防舰或譯為彼得·威勒莫斯号（Peter Willemoes） | 2009年3月  | 2010年12月 | 2011年6月  |
| F363 | 尼尔斯·朱尔号巡防舰或譯為尼尔斯·犹尔号（Niels Juel）          | 2009年12月 | 2010年12月 | 2011年11月 |

## 图片

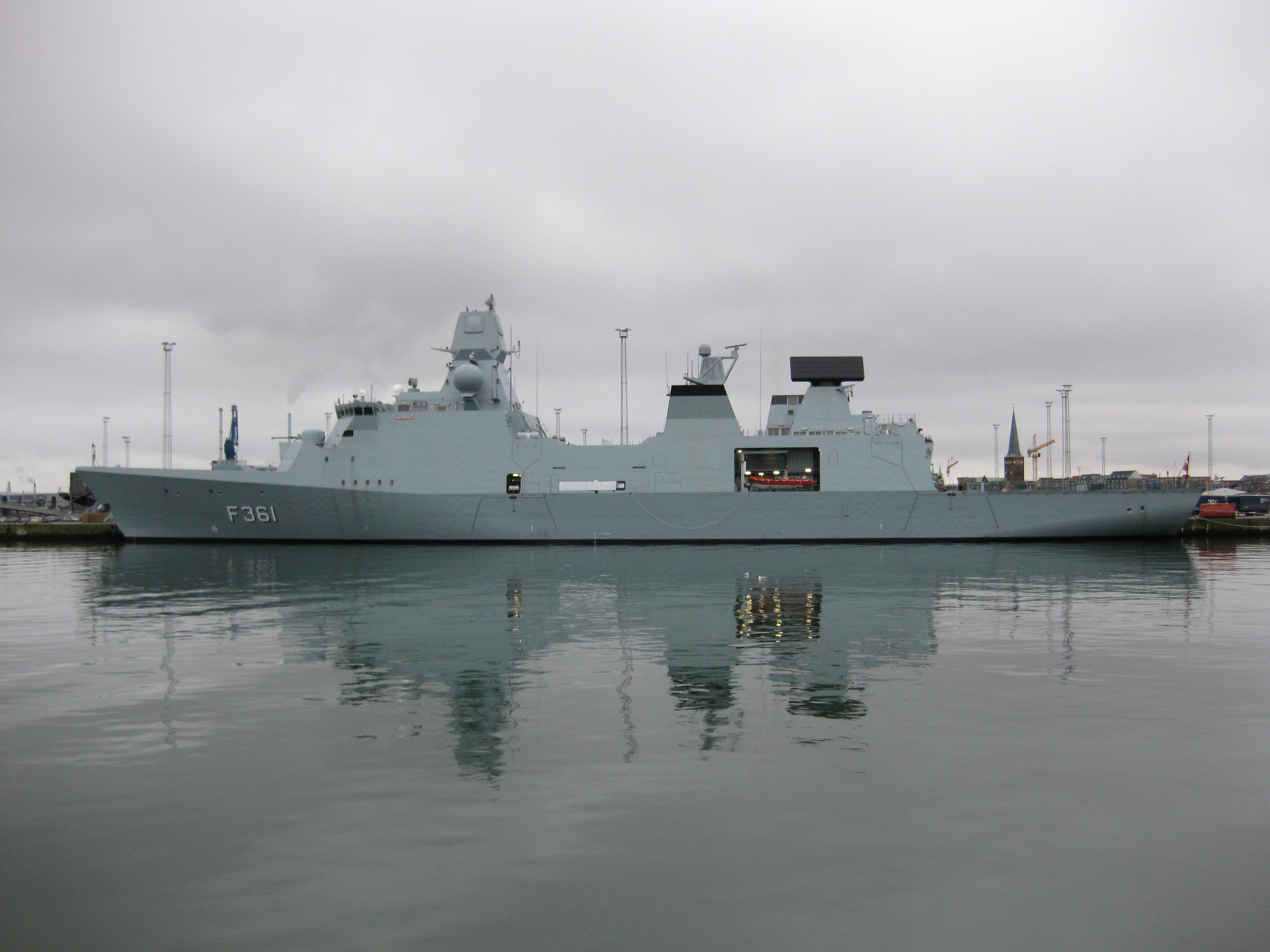
伊万·休特菲尔德号(F361)
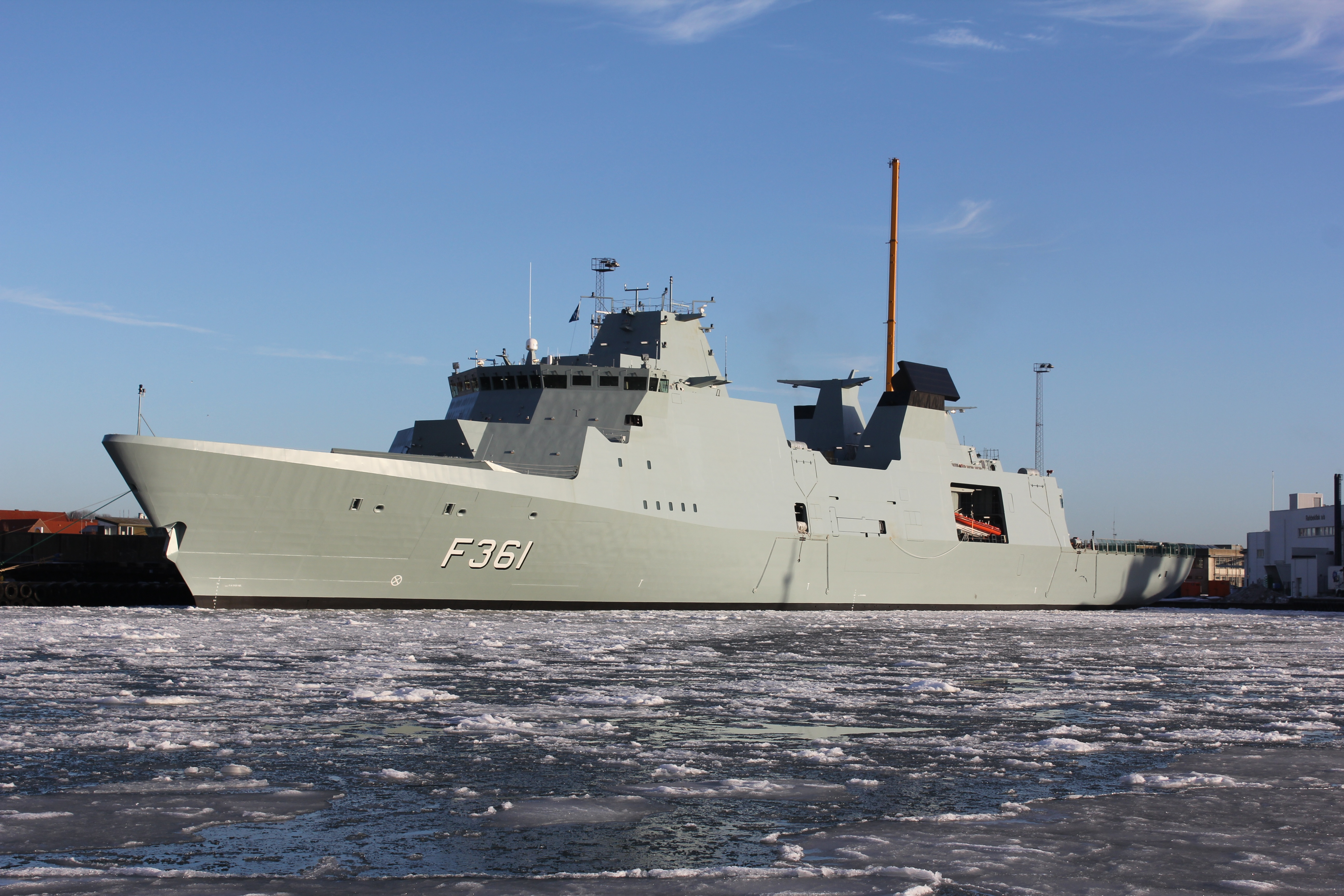
伊万·休特菲尔德号(F361)
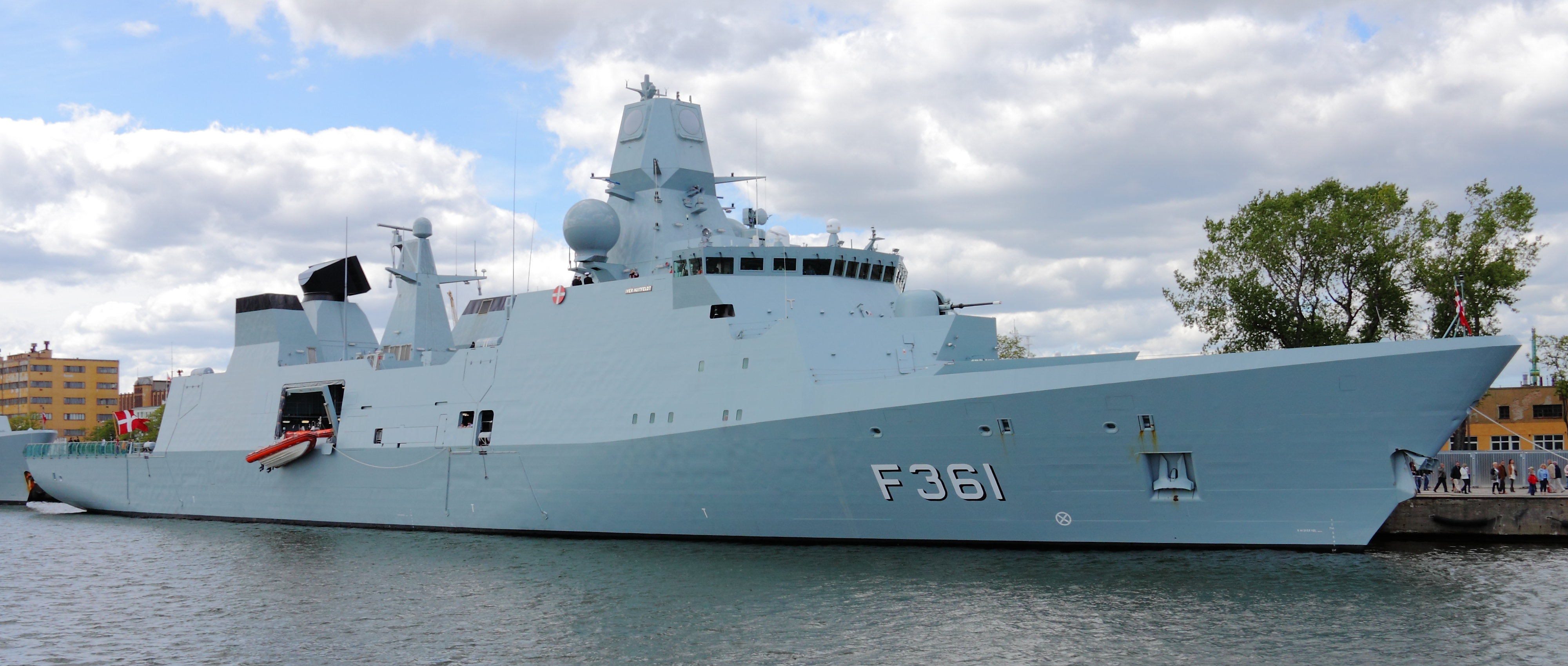
伊万·休特菲尔德号(F361)
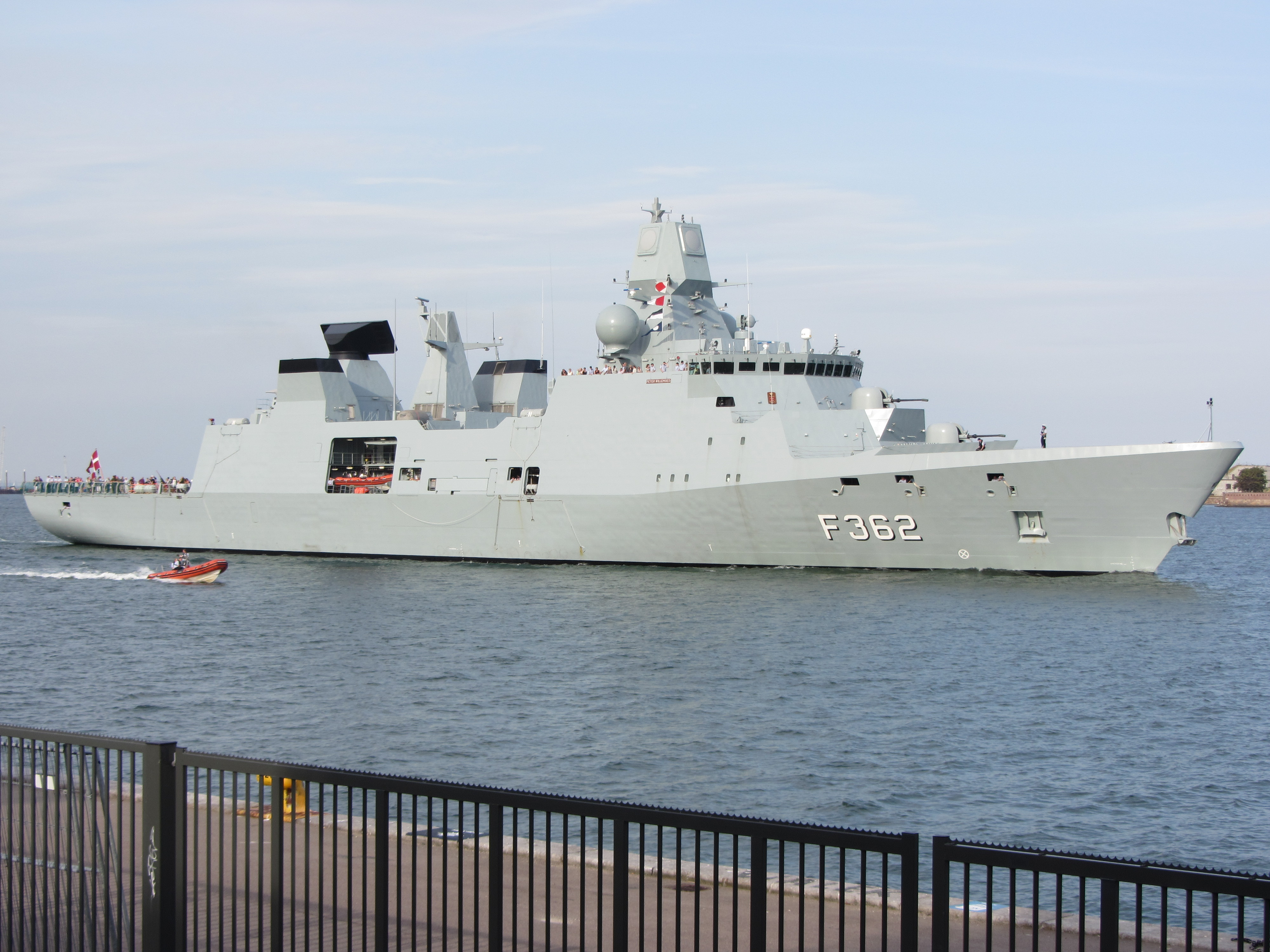
彼得·威勒莫斯号(F362)
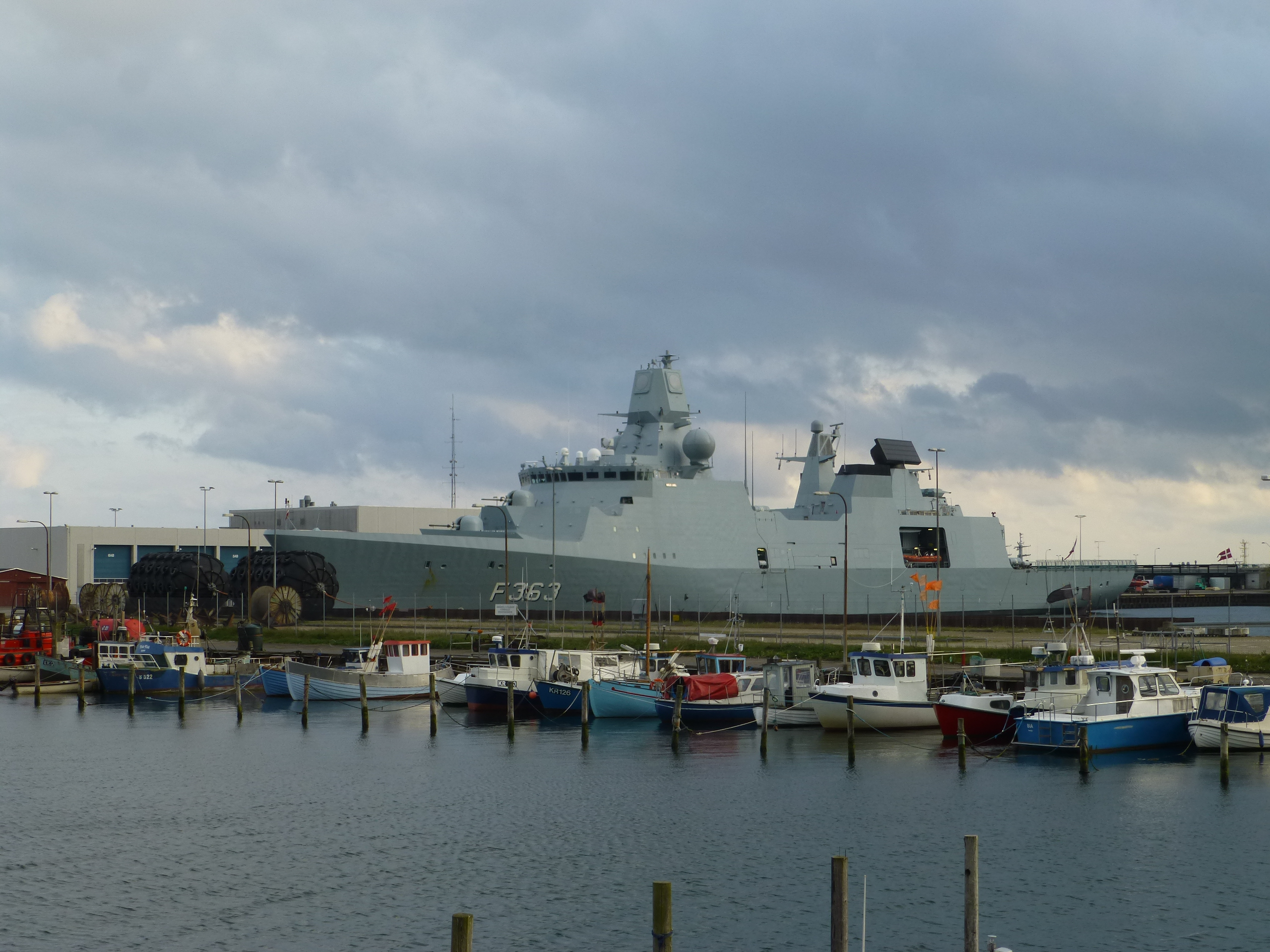
尼尔斯·犹尔号(F363)

### 相關
- 丹麥軍事
- 丹麥皇家海軍（英语：Royal Danish Navy）
- 阿布薩隆級支援艦 丹麦

### 歐洲的類似巡防艦
- 薩克森級巡防艦 德国
- 七省級巡防艦 荷蘭
- 阿爾瓦羅·巴贊級巡防艦 西班牙
- 波尼法斯級巡防艦 西班牙
- 歐洲多用途巡防艦 法國/ 義大利
- 戈爾什科夫海軍元帥級巡防艦 俄羅斯